# Christian Borromeo
Christian Borromeo (* 17. November 1957) ist ein italienischer Schauspieler.

## Leben
Sein Filmdebüt gab Christian Borromeo als Stefano in Davide Montemurris Lezioni di violoncello con toccata e fuga , einer Sex-Komödie um die Liebeslektionen eines jungen Mannes (Borromeo). In Mario Imperolis Inzest-Sexfilm Quella strana voglia d'amare spielte Borromeo die männliche Hauptrolle des Bruders. In Die nackte Bourgeoisie (1978), einem Eifersuchtsdrama zwischen Mutter (Senta Berger) und Tochter (Ornella Muti) spielte er den Renato. In seinem nächsten Film, der Sexkomödie Der Sexbomber (1980), war er als Germano der Held mit einem überdimensional großen Penis. Als Philippe Leroys Sohn in Contry Lady (Tranquille donne di campagna) spielte er in einem Drama zur Zeit des Faschismus und übernahm 1981 erstmals eine Hauptrolle in einem Horrorfilm. In Ruggero Deodatos Der Schlitzer spielte er den jungen Tom, der den Tod seiner Schwester rächt und am Ende den Mörder (David Hess) zur Strecke bringt. Borromeo löste sich von seinem Sexfilm-Image und spielte seitdem in weiteren Shlasher-Filmen wie Tenebrae von Dario Argento und Murderock von Lucio Fulci. 1986 kehrte er zum Sexfilm zurück in One-Sided Passion (Senza vergogna). Außerhalb des Schmuddelkinos spielte Christian Borromeo den Sohn Jean-Pierre Cassels in Ehrengard, die Nebenrolle des Christian in Federico Fellinis Fellinis Intervista sowie die Nebenrolle des Dirk im TV-Vierteiler Wie im Flug. In den 1990er Jahren spielte er Hauptrollen in den Filmen 28° minuto (1991, mit Corinne Cléry) und Inquietudine (1997, mit Malisa Longo), seitdem ist es still um ihn geworden.

## Filmografie (Auswahl)
- 1978: Die nackte Bourgeoisie (Ritratto di borghesia in nero)
- 1980: Der Schlitzer (La casa sperduta nel parco)
- 1982: Tenebrae (Tenebre)
- 1987: Fellinis Intervista (Intervista)